# 諏訪時継
諏訪 時継（すわ ときつぐ、生年不詳 - 建武2年8月19日（1335年9月6日））は、鎌倉時代から南北朝時代の武将。諏訪頼重の子。諏訪頼継（よりつぐ、諏訪大社大祝）、諏訪継宗（高遠氏祖）、諏訪信継の父。

## 生涯
諏訪大社の大祝であったが、建武2年（1335年）7月に父の頼重が北条時行を擁し、中先代の乱を起こした際に、子の頼継に大祝職を譲っている。
だが、足利尊氏の追討軍に敗れ、8月19日に父とともに勝長寿院で自刃した。

## その後の諏訪氏
諏訪氏は存続を許されたものの（同族で室町幕府に降っていた諏訪円忠（『諏方大明神画詞』の著者）の嘆願があったと考えられている）、大祝職を継承した子の頼継は、南北朝の争乱が勃発すると足利氏への対抗上、南朝に与するが敗れて没落し、諏訪氏の大祝職と惣領は頼継の弟の信継の系統が引き継いだ。
信継の子である直頼もまた、南朝方および観応の擾乱時に南朝に降った足利直義派の武将として尊氏派と抗争したが、やがて信濃国内における南朝勢力の衰退を悟り、同じく諏訪円忠の勧告もあって北朝・室町幕府方へ降った。直頼の嫡子・信有の家系は、戦国時代の頼満、頼重に至る。
また、時継の子の継宗（異説では頼継）は、諏訪氏の有力支族である高遠氏の祖とされる。